# Piriqueta mexicana
Piriqueta mexicana là một loài thực vật có hoa trong họ Lạc tiên. Loài này được Fryxell & S.D. Koch miêu tả khoa học đầu tiên năm 1987.